# Эгбо, Мандела
Мандела Чинвейзу Эгбо (англ. Mandela Chinweizu Egbo; 17 августа 1997, Лондон) — английский футболист, защитник клуба «Чарльтон Атлетик».

## Клубная карьера
Эгбо занимался футболом в командах «Хакни Уик» и «Эйфиви Эрбан», прежде чем присоединиться к «Кристал Пэласу».
В возрасте 17 лет, летом 2015 года, Эгбо перешёл в немецкую «Боруссию Мёнхенгладбах», подписав четырёхлетний контракт. Выступал за резервный состав клуба в Региональной лиге «Запад». За «Боруссию Мёнхенгладбах» в Бундеслиге дебютировал 24 февраля 2018 года в матче против «Ганновера 96», в котором заменил на 80-й минуте Дениса Закарию.
21 мая 2019 года Эгбо перешёл по свободному трансферу в клуб Второй Бундеслиги «Дармштадт 98». Дебютировал за «Дармштадт» 28 июля 2019 года в матче стартового тура сезона 2019/20 против «Гамбурга», заменив на 68-й минуте Патрика Херрмана.
30 января 2020 года Эгбо перешёл в клуб MLS «Нью-Йорк Ред Буллз». Выступал за «Нью-Йорк Ред Буллз II» в Чемпионшипе ЮСЛ. За «Нью-Йорк Ред Буллз» в MLS дебютировал 20 августа 2020 года в дерби против «Нью-Йорк Сити», выйдя на замену на 79-й минуте вместо Флориана Вало. 23 сентября 2021 года в матче против «Интер Майами» забил свой первый гол в MLS, реализовав пенальти. По окончании сезона 2021 «Нью-Йорк Ред Буллз» не стал продлевать контракт с Эгбо.
12 марта 2022 года Эгбо подписал краткосрочный контракт с клубом английской Лиги два «Суиндон Таун». Дебютировал за «Таун» в тот же день в матче против «Олдем Атлетик», заменив Джейдена Митчелла-Лосона на 77-й минуте. По окончании сезона 2021/22 покинул клуб в связи истечением срока контракта.
21 июня 2022 года Эгбо присоединился к клубу Лиги один «Чарльтон Атлетик», подписав двухлетний контракт с опцией продления на третий год. За «Эддикс» дебютировал 17 сентября 2022 года в матче против «Флитвуд Таун», выйдя на замену после перерыва между таймами вместо Чарлза Клейдена.

## Карьера в сборной
Эгбо сыграл пять матчей за сборную Англии до 16 лет.
Провёл 11 матчей за сборную Англии до 17 лет, став чемпионом Европы в 2014 году.
В сентябре 2014 года сыграл два матча за сборную Англии до 18 лет.

## Достижения
сборная Англии до 17 лет
- Чемпион Европы: 2014